# 布萊恩·哈利塞
布萊恩·哈利塞（Brian Hallisay，1978年10月31日—）是美國男演員。他最著名的作品包括CW電視台電視劇調教富家女中的Will Davis角色，以及Lifetime電視劇客戶名單中的Kyle Parks角色。他最近出演ABC肥皂劇復仇中的Ben Hunter角色。